# Utah Data Center
40°25′53.51″N 111°55′59.13″W

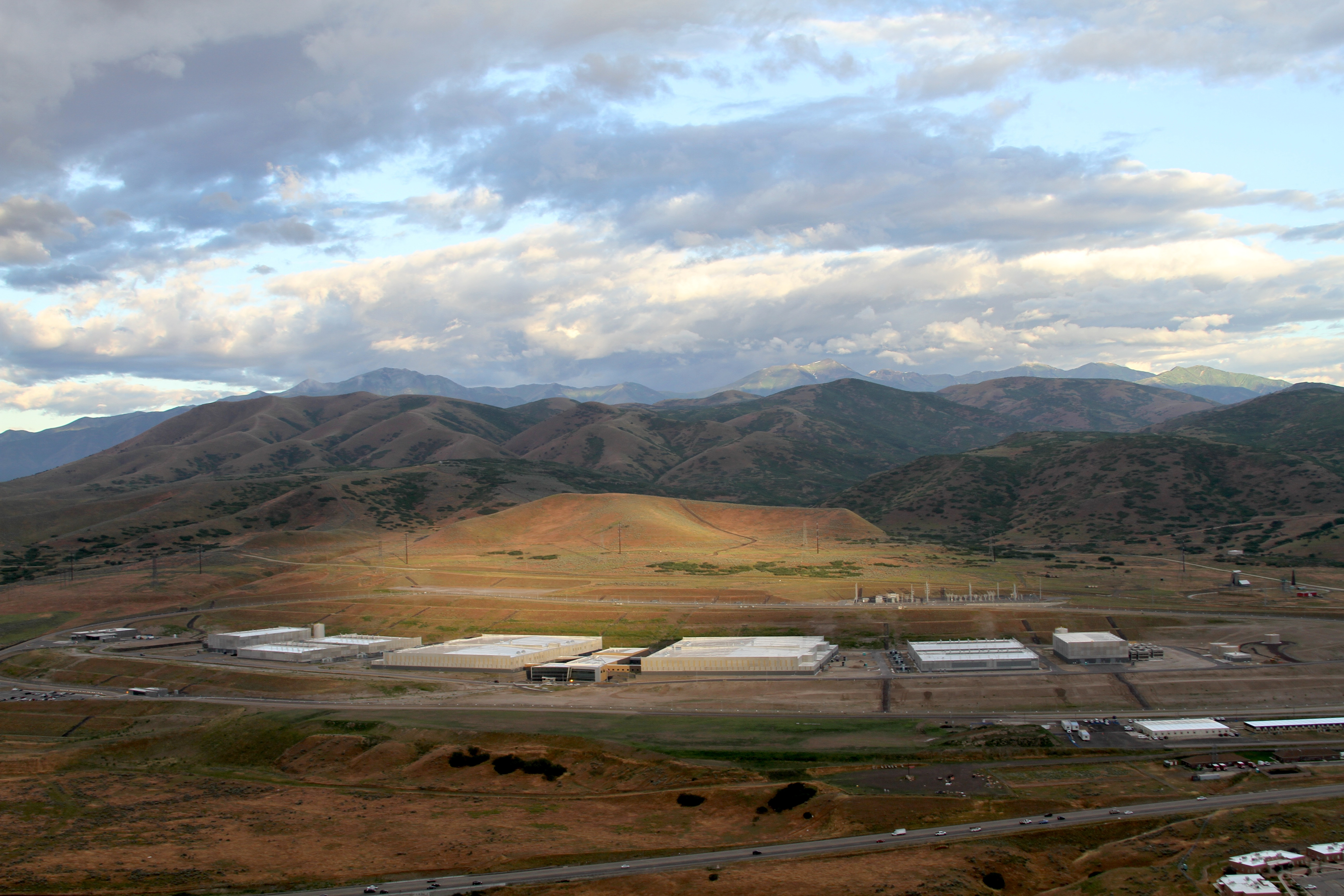
Utah Data Center.

Lo Utah Data Center, noto anche come Intelligence Community Comprehensive National Cybersecurity Initiative Data Center, è un impianto di stoccaggio di dati per la United States Intelligence Community, progettato per memorizzare dati nell'ordine degli exabyte.
Il suo scopo, come suggerisce il nome, è quello di sostenere il Comprehensive National Cybersecurity Initiative (CNCI), anche se il suo vero scopo è coperto da segreto militare. La National Security Agency (NSA) governa le operazioni nell'impianto in qualità di agente esecutivo per il Director of National Intelligence.
Si trova a Camp Williams, vicino Bluffdale, nello Utah, tra il Lago Utah ed il Gran Lago Salato, e i suoi lavori di costruzione, avviati nel novembre 2010 ed ultimati nel maggio 2014, sono costati 1,5 miliardi di dollari.
Stando ad un'intervista fatta ad Edward Snowden ad agosto 2014, il progetto era inizialmente noto come Massive Data Repository all'interno dell'NSA, ma venne poi rinominato Mission Data Repository poiché il vecchio nome sembrava troppo "raccapricciante".